# Rhomboideus minor

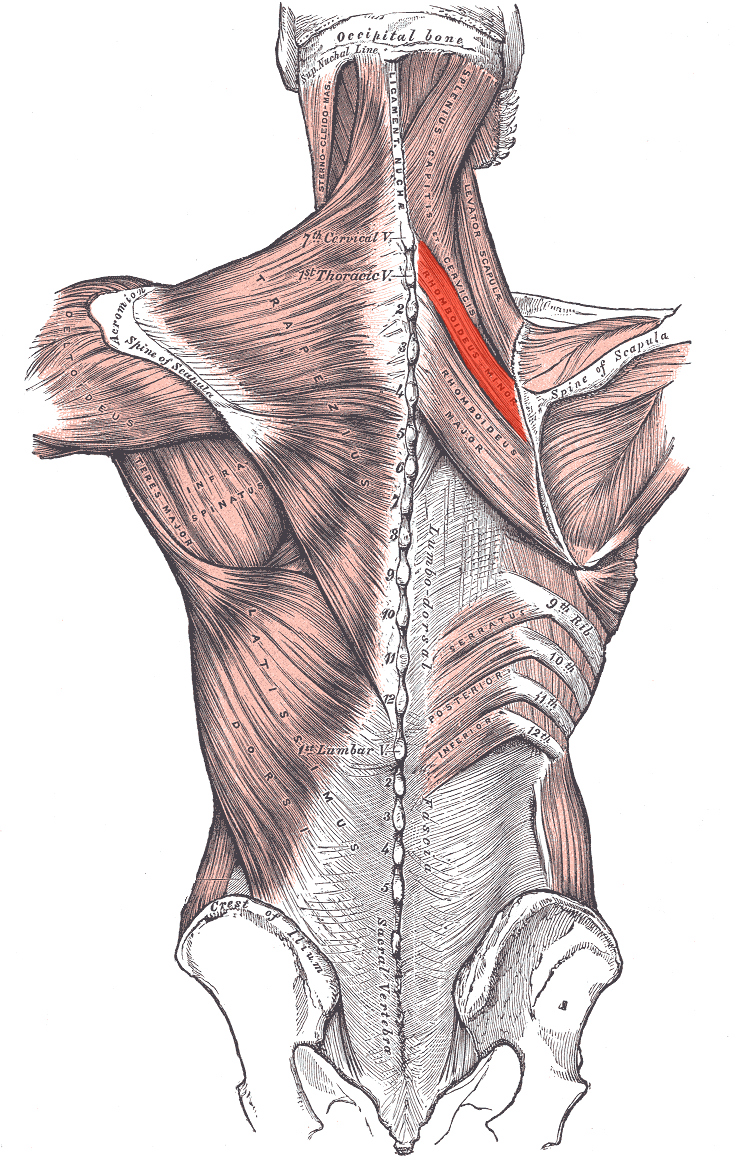
Övre extremiternas ryggmuskler sedda bakifrån (dorsalt). Rhomboideus minor syn upptill till höger mellan ryggraden och skulderbladet.

Rhomboideus minor (latin: musculus rhomboideus minor) är en skelettmuskel som ingår i övre extremitetens muskulatur.
Rhomboideus minor har sitt ursprung i ryggradens kotor 1–7 (processus spinosus vertebrae cervikal lordos C VII och thorakal kyfos Th I). Muskelns fästen finns längs med mitten av skulderbladets mediala kant (margo medialis scapulae pars intermedia).
Rhomboideus minor drar tillsammans med m. rhomboideus major skulderbladet medialt vid adduktion och extension av överarmsbenet (humerus) vilket bidrar till att sänka axelledens ledpanna, fossa glenoidalis, till sitt neutrala läge. Rhomboideus major och minor håller också skulderbladet pressat mot bröstkorgen (thorax).